# Guaro
Guaro è un comune spagnolo di 2 034 abitanti situato nella comunità autonoma dell'Andalusia.